# Foucherans (Doubs)
Foucherans és un municipi francès situat al departament del Doubs i a la regió de Borgonya - Franc Comtat. L'any 2007 tenia 421 habitants.

## Demografia

### Població
El 2007 la població de fet de Foucherans era de 421 persones. Hi havia 156 famílies de les quals 35 eren unipersonals (16 homes vivint sols i 19 dones vivint soles), 43 parelles sense fills, 66 parelles amb fills i 12 famílies monoparentals amb fills.
La població ha evolucionat segons el següent gràfic:
Habitants censats

### Habitatges
El 2007 hi havia 170 habitatges, 157 eren l'habitatge principal de la família, 8 eren segones residències i 6 estaven desocupats. 142 eren cases i 28 eren apartaments. Dels 157 habitatges principals, 119 estaven ocupats pels seus propietaris, 31 estaven llogats i ocupats pels llogaters i 7 estaven cedits a títol gratuït; 5 tenien dues cambres, 18 en tenien tres, 24 en tenien quatre i 109 en tenien cinc o més. 138 habitatges disposaven pel capbaix d'una plaça de pàrquing. A 56 habitatges hi havia un automòbil i a 95 n'hi havia dos o més.

### Piràmide de població
La piràmide de població per edats i sexe el 2009 era:
| Homes | Edats   | Dones |
| ----- | ------- | ----- |
| 0     | 95 o +  | 0     |
| 0     | 90 a 94 | 0     |
| 0     | 85 a 89 | 1     |
| 1     | 80 a 84 | 1     |
| 4     | 75 a 79 | 4     |
| 3     | 70 a 74 | 4     |
| 7     | 65 a 69 | 3     |
| 12    | 60 a 64 | 13    |
| 6     | 55 a 59 | 8     |
| 8     | 50 a 54 | 7     |
| 12    | 45 a 49 | 9     |
| 13    | 40 a 44 | 9     |
| 21    | 35 a 39 | 14    |
| 17    | 30 a 34 | 13    |
| 7     | 25 a 29 | 14    |
| 9     | 20 a 24 | 12    |
| 14    | 15 a 19 | 11    |
| 17    | 10 a 14 | 15    |
| 14    | 5 a 9   | 12    |
| 8     | 0 a 4   | 7     |

## Economia
El 2007 la població en edat de treballar era de 271 persones, 211 eren actives i 60 eren inactives. De les 211 persones actives 199 estaven ocupades (110 homes i 89 dones) i 13 estaven aturades (2 homes i 11 dones). De les 60 persones inactives 17 estaven jubilades, 25 estaven estudiant i 18 estaven classificades com a «altres inactius».

### Ingressos
El 2009 a Foucherans hi havia 156 unitats fiscals que integraven 431,5 persones, la mediana anual d'ingressos fiscals per persona era de 18.371 €.

### Activitats econòmiques
Dels 7 establiments que hi havia el 2007, 2 eren d'empreses de construcció, 2 d'empreses de comerç i reparació d'automòbils, 2 d'empreses d'hostatgeria i restauració i 1 d'una empresa de serveis.
Dels 2 establiments de servei als particulars que hi havia el 2009, 1 era un electricista i 1 restaurant.
L'any 2000 a Foucherans hi havia 10 explotacions agrícoles que ocupaven un total de 370 hectàrees.

## Poblacions més properes
El següent diagrama mostra les poblacions més properes.